# Erigonoplus
Erigonoplus is een geslacht van spinnen uit de familie hangmatspinnen (Linyphiidae).

## Soorten
De volgende soorten zijn bij het geslacht ingedeeld:
- Erigonoplus castellanus (O. P.-Cambridge, 1875)
- Erigonoplus depressifrons (Simon, 1884)
- Erigonoplus dilatus (Denis, 1949)
- Erigonoplus globipes (L. Koch, 1872)
- Erigonoplus inclarus (Simon, 1881)
- Erigonoplus inspinosus (Wunderlich, 1995)
- Erigonoplus jarmilae (Miller, 1943)
- Erigonoplus justus (O. P.-Cambridge, 1875)
- Erigonoplus kirghizicus (Tanasevitch, 1989)
- Erigonoplus latefissus (Denis, 1968)
- Erigonoplus minaretifer (Eskov, 1986)
- Erigonoplus nasutus (O. P.-Cambridge, 1879)
- Erigonoplus nigrocaeruleus (Simon, 1881)
- Erigonoplus ninae (Tanasevitch & Fet, 1986)
- Erigonoplus nobilis (Thaler, 1991)
- Erigonoplus sengleti (Tanasevitch, 2008)
- Erigonoplus setosus (Wunderlich, 1995)
- Erigonoplus sibiricus (Eskov & Marusik, 1997)
- Erigonoplus simplex (Millidge, 1979)
- Erigonoplus spinifemuralis (Dimitrov, 2003)
- Erigonoplus turriger (Simon, 1881)
- Erigonoplus zagros (Tanasevitch, 2009)